# Reformátuskovácsházi Általános Iskola
A Reformátuskovácsházi Általános Iskola Reformátuskovácsháza község, majd Mezőkovácsháza város általános iskolája volt, mely azonban mára már bezárt, így Mezőkovácsháza egyetlen általános iskolája a Mezőkovácsházi Csanád Vezér Általános Iskola és Alapfokú Művészeti Iskola.

## Története
Az iskola fennállása alatt állt állami és egyházi fenntartás alatt is. Az iskola utolsó működési helyén 1934-ben alakult meg, 4 tanulócsoporttal: egy-egy tanító, illetve tanár vezette az 1.-2, a 3., a 4. és az 5.-6. osztályt. 1938-ban indult a 7.-8. népiskolai osztály. A falusi iskolát Molnár Evelin és Molnár Vilma tartották fenn. Evelin fizika-kémia szakos középiskolai tanár volt. Vilma a 60 holdas birtokot vezette, azt a birtokot, amelynek a jövedelméből a mélyen vallásos református Molnár-testvérek az iskolát fenntartották.  Az iskolához tartozó leányotthonban 13-15 teljesen árva, református vallású gyermek lakott. Nevelőjük pedig nem más, mint egy református diakonissza, vagyis egyházi szolgálatot ellátó nő volt. Az iskolába a bentlakó leányokon kívül a környező tanyák iskolaköteles diákjai is ide jártak. A népiskola 1948-ban államosítás következtében szűnt meg, minden felszerelését a Reformátuskovácsházi Általános Iskola örökölte, ami már nem mint népiskola, hanem mint általános iskola működött. A leányotthon felszerelését pedig különböző állami diák - és leányotthonok hordták szét. A két testvérről a tanyát a "Kisasszonyok tanyája"ként emlegetik még napjainkban is. A Molnár-testvéreket külön engedéllyel saját kertjükben temették el a Pihenő tanyán, azaz a Kisasszonyok tanyáján, aminek sajnos ma már nincs nyoma. Valamikor az északi tanyavilágban, a fő utcáról a Nagybánhegyes felé vezető úton, mégpedig a Fenyves tanyák előtt állt, azonban a téeszesítés után lebontották. Ma már a két sír sem lelhető fel, viszont a tanítónők neve még ma is fennmaradt a városban.  
| Időszak | 1935/1940 | 1940/1945 | 1945/1950 | 1950/1955 |
| ------- | --------- | --------- | --------- | --------- |
| Fő      | 110       | 125       | 160       | 175       |

| Időszak | 1955 | 1960 | 1965 | 1970 | 1975 | 1980 | 1985 | 1990 | 1995 | 2001 |
| ------- | ---- | ---- | ---- | ---- | ---- | ---- | ---- | ---- | ---- | ---- |
| Fő      | 165  | 200  | 224  | 161  | 166  | 162  | 174  | 170  | 165  | 138  |

Az iskola bezárásának legfőbb oka az volt, hogy tanulói létszáma 1975 óta folyamatosan csökkent, mivel a fiatalabb korosztály elköltözött Reformátuskovácsházáról.
1975-ben megszűnt a délutáni tanítás. 1996 szeptemberéig önállóan Mezőkovácsházi 2. sz. Általános Iskolaként működött, ekkor azonban összevonták az 1. sz. Általános Iskolával, azaz a Csanád Vezér Általános Iskolával. 1997-re vizesblokk készült el a felső tagozat épületében. Ettől kezdve az iskola megnevezése Mezőkovácsházi Általános Művelődési Központ Általános iskolája lett, a reformátuskovácsházi iskola pedig annak a tagintézménye lett. A tagintézmény működési helye változatlan maradt.

## Igazgatók
Az iskola igazgatói:
- Lengyel János (1894-1922)
- Matskásy László (1923-1925)
- Folbert Béla (1925-1944)
- Baja Sámuel (1945-1946)
- Illyés István (1947-1948)
- Nagyselmeczy István (1948-1980)
- Máhler József (1981-1985)
- Bálványos Pálné (1985-1996)
- Hedvig Mária (1996-?)

## Érdekességek
- Az 1920-as években gyermekszínház jött létre a faluban. A gyermekszínjátszókat Szabó Dániel református lelkész és Matskásy László készítették fel az előadásokra.
- 1928-ban levente énekkar jött létre, melyet szintén Matskásy László vezetett. Matskásy egyben a reformátuskovácsházi önkéntes tűzolták parancsnoka is volt, Kaskötő Károly parancsnokhelyettes segédletével.
- Híres volt májusban a reformátuskovácsházi búcsú[1] napján tartott bál, amelyet úgy neveznek mint "Babó majori" bál. Egyéb kisebb bálok, amelyeket a tűzoltók és a leventék rendeztek, egy évben 4 alkalommal voltak megtartva.